# Тукан (сузір'я)

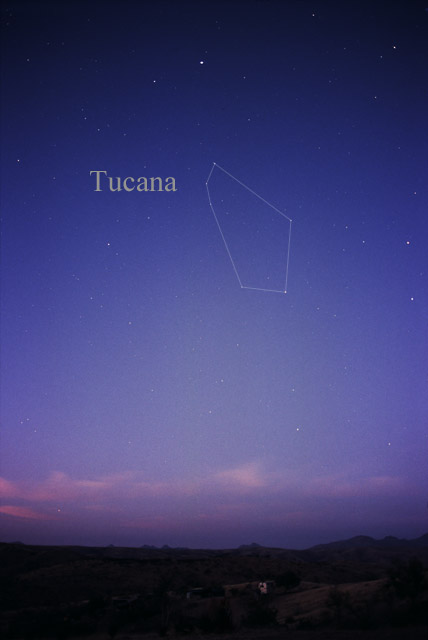
Тукан неозброєним оком.

Тука́н (лат. Tucana) — сузір'я південної півкулі неба. Містить 44 зорі, видимі неозброєним оком. З території України не видно.

## Історія
Нове сузір'я. Введено Петером Планціусом на глобусі 1598 року, згодом у 1603 році скопійоване Йогануом Байєром у його атлас «Уранометрія». У той період багато нових південних сузір’їв отримали назви на честь екзотичних тварин, яких європейці відкривали під час подорожей у Південну Америку та Індонезію. Наприклад, Павич (Pavo), Журавель (Grus), Фенікс (Phoenix) та Хамелеон (Chamaeleon).
Тукан був обраний, ймовірно, через свій впізнаваний великий дзьоб і яскраве забарвлення, що вразило мореплавців.

## Значимі об'єкти
У Тукані розміщена Мала Магелланова Хмара — карликова галактика, один із супутників нашої галактики.
Кулясте скупчення 47 Тукана — друге за яскравістю і найчисленніше з усіх кулястих скупчень Чумацького Шляху, містить понад 10 мільйонів зір.